# Roger Doom
 (octobre 2013).
Si vous disposez d'ouvrages ou d'articles de référence ou si vous connaissez des sites web de qualité traitant du thème abordé ici, merci de compléter l'article en donnant les références utiles à sa vérifiabilité et en les liant à la section « Notes et références ».
Roger Doom (Roger, Tumoana, Léon), né le 15 février 1935 à Papeete (Tahiti), et mort le 16 septembre 2016, est un homme politique français.

## Biographie
Roger Doom a été le premier maire de la commune associée de Vairao à Taiarapu-Ouest de 1972 à 2002. Il a également été Président de l'Assemblée de la Polynésie française du 12 mars 1987 au 10 mai 1988. Il a eu trois enfants avec son épouse Mélanie Doom (née Mélanie, Paerai Pohemai), Patrick, Tumoana et Rogella.